# Osbeckia virgata
Osbeckia virgata är en tvåhjärtbladig växtart som beskrevs av David Don, Robert Wight och George Arnott Walker Arnott. Osbeckia virgata ingår i släktet Osbeckia och familjen Melastomataceae. Inga underarter finns listade i Catalogue of Life.